# Knock (Mayo)
Knock is een kleine plaats (town) in het Ierse graafschap Mayo. De plaats telt ongeveer 600 inwoners.
De plaats dankt haar bekendheid aan de verschijning van de Onze Lieve Vrouw van Knock op 21 augustus 1879. Deze gebeurtenis werd door de katholieke kerk erkend en maakte de plaats tot bedevaartsplaats. Jaarlijks wordt de plaats bezocht door circa 500.000 pelgrims.
Om de stroom van bedevaartgangers in goede banen te leiden werd op verzoek van de plaatselijke kerk in de omgeving van Knock een vliegveld aangelegd, Ireland West Airport Knock; de aanleg van de luchthaven heeft tevens bijgedragen tot de economische ontwikkeling van het gebied.

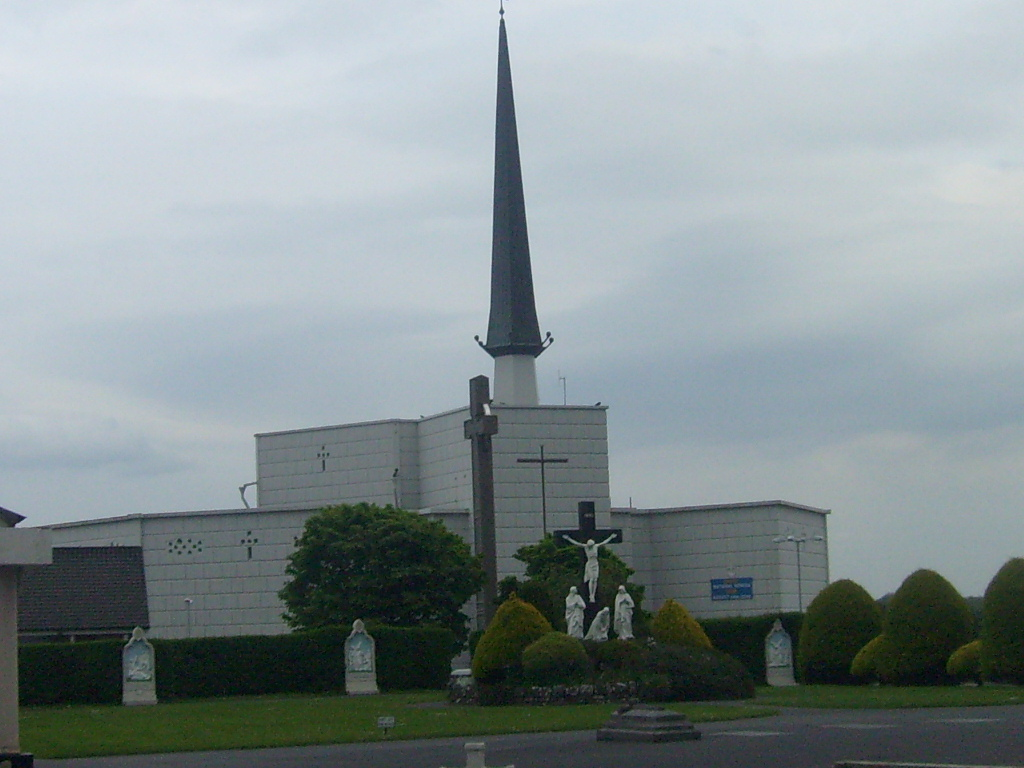
De basiliek van Knock

Markant bouwwerk is de Onze Lieve Vrouwe Basiliek, die plaats biedt aan 10.000 kerkgangers.
In 1979 werd Knock bezocht door paus Johannes-Paulus II om de viering bij te wonen van het eeuwfeest van de verschijning.